# Shia
Shia (الشيعة; förkortning av Shia 'Alī, "Alis anhängare") är den näst största inriktningen i islam. Det är den gren av islam som menar att den islamiske profeten Muhammed enligt Guds beslut utnämnt svärsonen Ali ibn Abi Talib samt ättlingar till honom och Fatima az-Zahra, till muslimernas ledare efter sin bortgång. Dessa ses inte som profeter eller budbärare, utan anses vara de rättmätiga efterträdarna som felfritt kan tolka och förmedla Muhammeds vanor sunna, och Koranen. Enligt shias tolkning av autentiska hadither (se Hadith al-Thaqalayn), har Muhammed sagt att efter hans bortgång måste muslimer följa koranen och hans familj (Ahl al-Bayt) för att inte vilseledas. Den största riktningen inom shia är tolvgrenen, även kallad ithnā 'ashariyya.
De muslimer som är anhängare av denna gren av islam kallas shi'iter eller shiamuslimer. Ungefär 15 procent av alla muslimer är shiiter, vilket gör shiiterna till den näst största gruppen inom islam efter sunniterna. Ungefär 40 procent av alla muslimer i Mellanöstern följer någon typ av shiainriktning. Drygt 85 procent av världens 120 miljoner shiiter är tolvshiiter, vilket har medfört att termen shiaislam ofta behandlas som synonym med tolvshiitisk islam.
Shiamuslimer menar att islam bör inkluderas som den mest grundläggande lagen i alla frågor. Enligt detta behandlas den enskilda individens vardagliga problem av islamiska lagar (vilka är gemensamma för alla muslimer) och därefter skall även gruppens problem lösas i enlighet med islamiska lagar. Gruppens problem är huvudsakligen politik och ekonomi. Shiamuslimer anser att lösningen på de politiska och ekonomiska problemen finns i islam. För att kunna möta aktuella problem har imamerna (de tolv) skapat en övergång mellan den grundläggande islam (som består av Koranen och hadither) och den aktuella problemlösningen i form av islamisk lärdom (ijtihad). 
Enligt en rapport fanns det mellan 154 och 200 miljoner shiamuslimer i världen år 2009. Antalet shiamuslimer beräknas vara mellan 219 och 285 miljoner år 2030.

## Terminologi

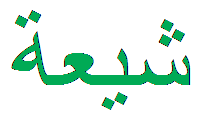
"Shia" skrivet med arabisk skrift

Ordet shia (arabiska: شيعة) betyder bokstavligen följare och är den korta formen av den historiska frasen shīʻatu ʻAlī (arabiska: شيعة علي), vilket betyder Alis följare eller Alis parti. Termen användes först under Muhammeds livstid. I vers 37:83 används ordet shia för att beskriva profeten Abraham som profeten Noas följare. Det har även återberättats att Muhammed sagt att Ali och hans shia är de bästa skapelserna i referens till koranvers 98:7.

## Verser i Koranen som används för att ge stöd till Shia
Det finns många koranverser och traditioner i shiitiska och sunnitiska böcker som shiamuslimer använder sig av för att bevisa Ahl al-Bayts position och ledarskap. Några av dem är enligt nedanstående:
1. Reningsversen
2. Mubahalaversen
3. Lydnadsversen
4. Wilayahversen

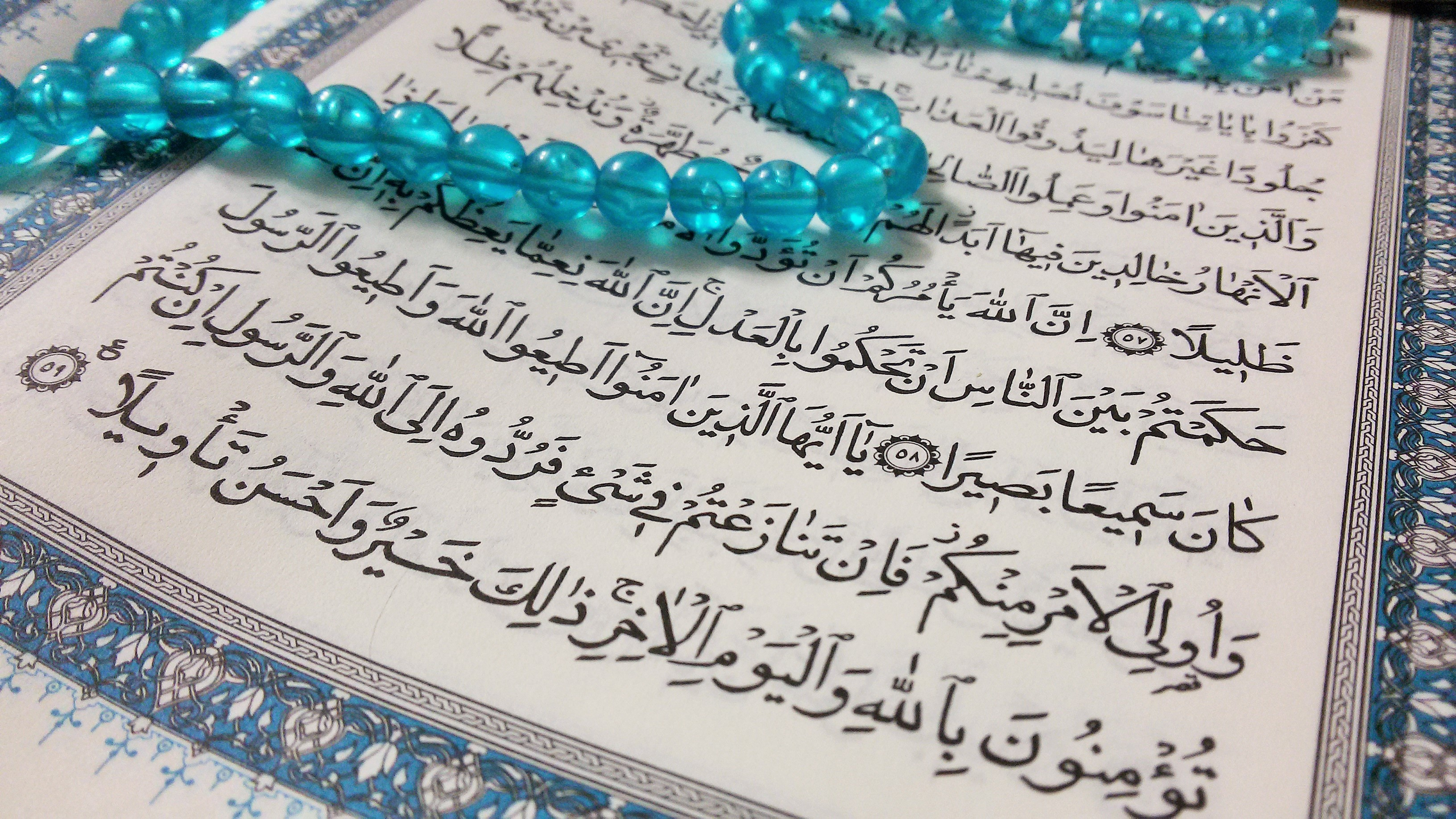
Den så kallade Lydnadsversen går att skåda på arabiska i Koranen.

5. Versen om religionens fullkomlighet
6. Varningshadithen
7. Hadith al-Thaqalayn[14]

## Doktriner

### Huvudsakliga doktriner

Shiitisk talisman.

Shiamuslimer tror på de fem pelarna, vilket även sunnimuslimer gör, men de delar upp dem på olika sätt. Shialäran menar att fyra av islams fem pelare (det vill säga salah, sawm, hajj och zakat) som alla muslimer följer, inkluderas under trons grenar eftersom de är aktiviteter och inte grundläggande logiska begrepp. De fem pelarna, eller trons grunder, är enligt shiamuslimer grundläggande logiska begrepp som går att förklara ur ett filosofiskt perspektiv.

#### Trons grunder (usūl ad-dīn)
- monoteism (tawhid)
- rättvisa (adalah)
- vägledning genom profetskap (nubuwwah)
- ledarskap (imamah)
- domedagen (qiyamah)

#### Trons grenar (furū ad-dīn)
1. tidebön (salat)
2. fasta under månaden ramadan (sawm)
3. vallfärd till islams heliga stad Mecka (hadj)
4. förmögenhetsskatt och allmosa till fattiga och behövande (zakat)[15]
5. inkomstskatt; femtedelen (khums)[15]
6. självrannsakan och strid mot frestelsen och det förbjudna (jihad)
7. uppmuntra det goda (amr bi'l ma'ruf)
8. förbjuda det onda (nahy 'an al-munkar)
9. älska Ahl al-bayt (tawalla)
10. hata och ta avstånd från Ahl al-bayts fiender (tabarra)[16]

### Övriga doktriner
Shiamuslimer och övriga muslimer har många gemensamma doktriner, såsom att bära hijab (slöja). Dock utövas vissa endast av shiamuslimer, så som taqiyya, som innebär undanhållandet av ens religiösa övertygelser i det yttre när man fruktar för sitt liv. Dock får tron aldrig lämna hjärtat. En annan är att shiaislam tillåter tidsbestämda äktenskap, nikah mut'ah. Shiamuslimer anser att beviset för att tidsbestämt äktenskap är lagligt finns i Koranen.

## Ledarskap

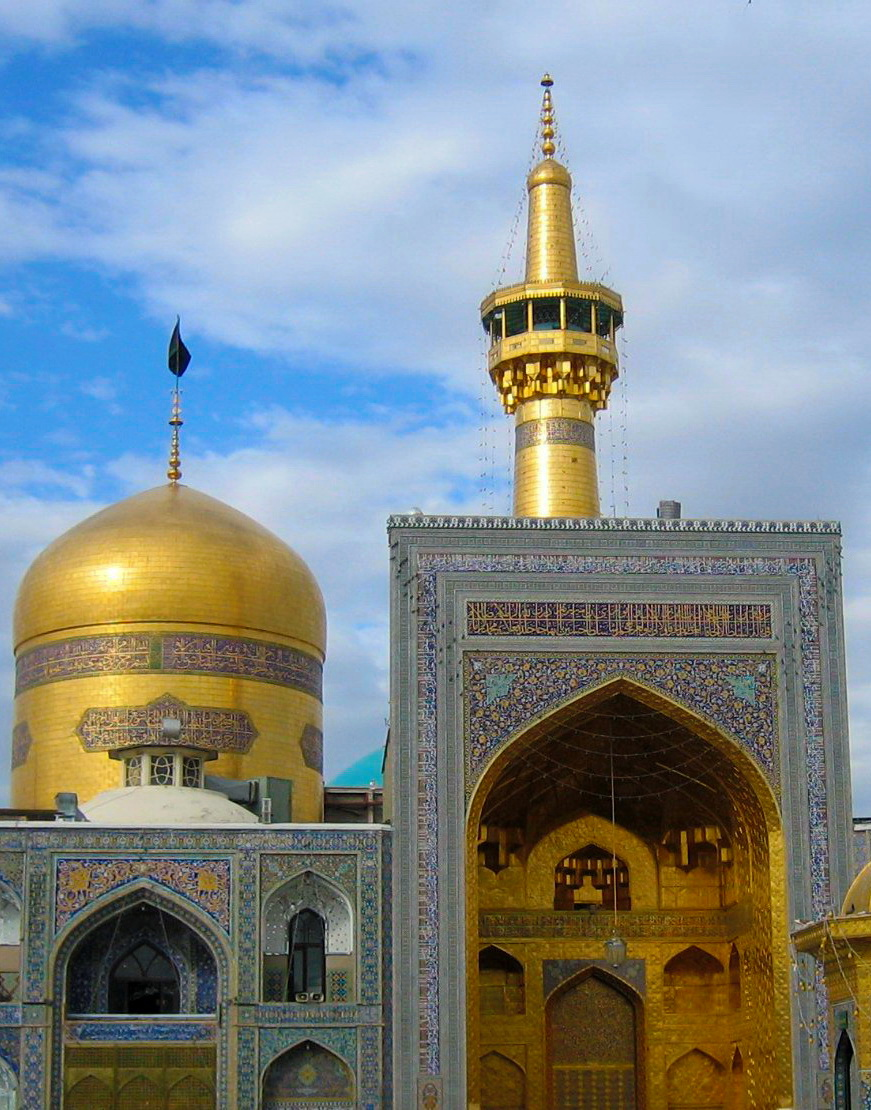
Den åttonde shiaimamen Imam Rezas helgedom.

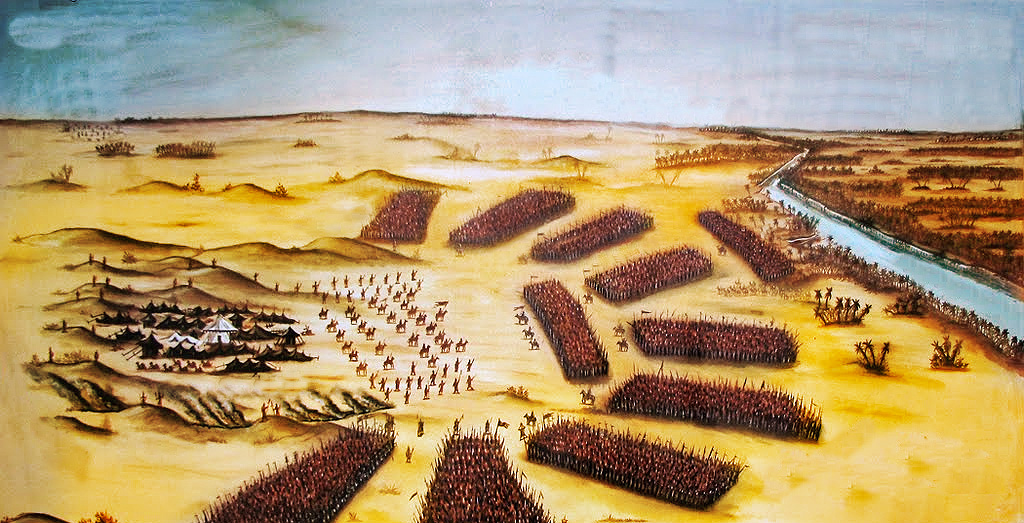
En illustration av Slaget vid Karbala.

Shiiterna kallar muslimernas ledare imām och menar att denne ska vara den som är mest lämpad för ledarskapet, utnämnd av Gud och profeten, och felfri medan sunniterna kallar ledaren kalif och anser att man ska välja honom oberoende av släktskap, och att denne inte behöver vara felfri.
Shiamuslimer menar att Muhammed flera gånger utnämnt Ali till sin efterträdare och den mest nedskrivna händelsen var händelsen vid platsen Ghadir Khumm mellan Mecka och Medina.

## Historia
Delningen uppstod när Muhammed gick bort och efterträdaren skulle tillsättas. Den blev åter aktuell efter mordet på den tredje sunnikalifen Uthman år 656, då Muhammeds svärson Ali ibn Abi Talib utsågs till dennes efterträdare, trots ovilja från imam Alis sida. Detta val vägrade bland andra Uthmans nära släkting Muawiya, ståthållare i Syrien, att acceptera. Efter att imam Ali hade avvisat krav på att Uthmans mördare skulle ställas inför rätta revolterade även delar av stammen Quraysh. Imam Ali besegrade en del av oppositionen i två fältslag, Kamelslaget och slaget vid Nahrawan, men tvingades att ingå vapenvila med sin huvudmotståndare Muawiya i Slaget vid Siffin. Motståndet mot imam Ali fortsatte och mot slutet av 660 hade han helt förlorat makten över Egypten och Hejaz. Imam Ali mördades 661 i Kufa under förrättande av bön. Därefter tog Ummayyaddynastin över makten.
Imam Alis anhängare vägrade i sin tur att erkänna den "gudlösa tronsinkräktaren" Muawiya som muslimernas ledare och stödde i stället Alis söner imam Hasan och imam Husayn. Imam Hasan slöt fred på grund av att inga ska dödas under krig. Flera år efter att imam Hasan mördades, ställde sig den yngre imam Husayn i spetsen för ett närmast symboliskt uppror och blev med sina 72 följeslagare mördade av ummayaddynastin i Slaget vid Karbala, enligt shiamuslimer ett vunnet krig, då shia visade sig vara de rätta som inte ger upp lätt och satte en tradition det året. Ingen i Husayns styrka överlevde, förutom ett av Husayns barn som var för sjuk för att delta, Ali Zayn al-Abidin som efterträdde Husayn såsom imam. Slaget kom att få en stor symbolisk betydelse för shia. Husayn blev den viktigaste shiitiska martyren och sörjandet av slaget vid Karbala 680 har än i dag en mycket stor betydelse för shiiterna.

## Grenar
Även inom shia har man haft olika åsikter om exakt vem som skall anses vara islams ledare, och vid olika tidpunkter då man inte kunnat enas om vem som är imam har man valt olika. 

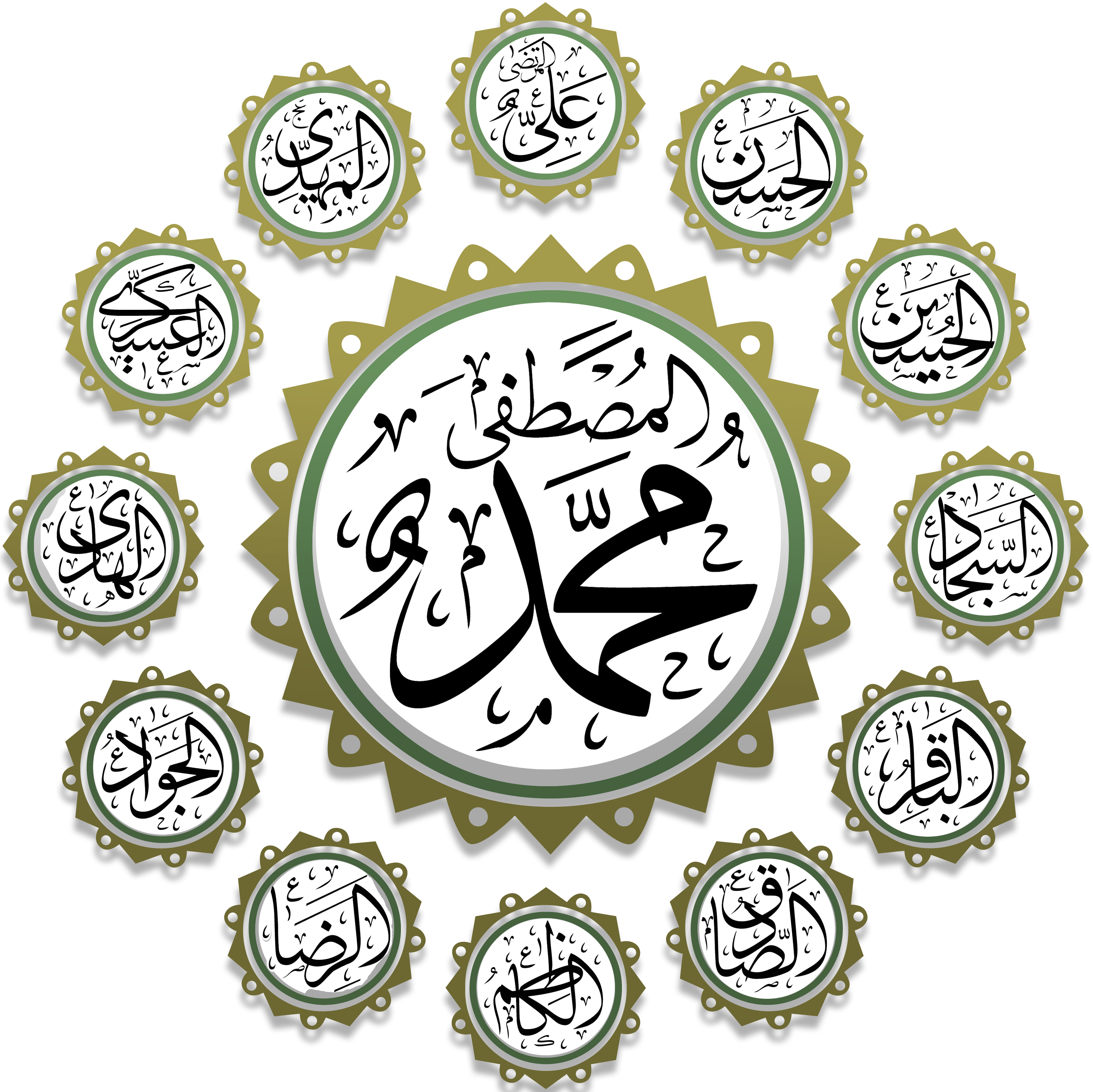
Kalligrafisk representation av de tolv imamernas namn på arabiska tillsammans med Muhammeds namn, som är i mitten.

### Imamiterna
Imamiterna (imāmiyya), även kallad ithnā 'ashariyya ("tolvgrenen"), till vilken de flesta shiiter idag räknar sig (85 procent av alla shiamuslimer), utgör större delen av befolkningen i Iran, södra Irak och Bahrain. De erkänner tolv imamer med Ali som den förste och Muhammad ibn Hasan som den siste. Han skall uppenbaras vid tidens slut för att skipa fred och rättvisa världen över. Grenens starka ställning i Iran grundlades på de mongoliska ilkhanernas tid, främst genom Öljaitü (1304–1316) som konverterade från kristendomen till islam och åtminstone tolererade att tolvgrenen var verksam inom hans rike; vissa hävdar att han till och med gynnade dem. Genom att de turkiska safaviderna övertog makten i början av 1500-talet och skapade en teokratisk stat befästes Irans ställning som ledande makt inom shia. Safaviderna var från början sunniter men blev på 1400-talet shiiter.

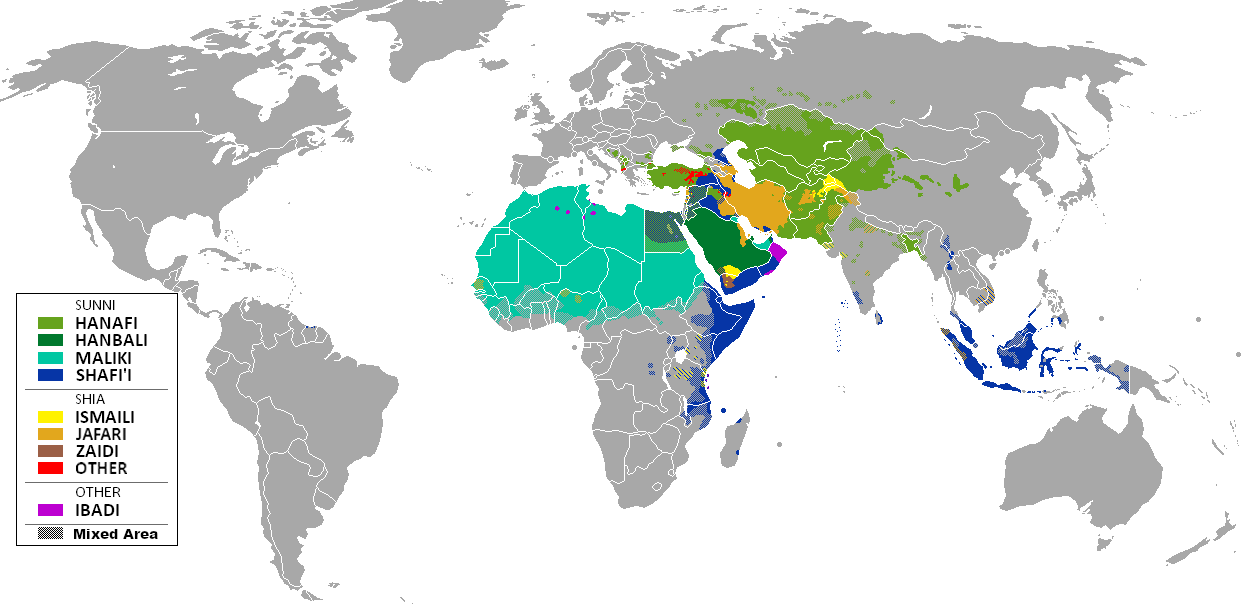
Fördelningen av den övervägande islamiska madhhaben (tankeskola inom fiqh (islamisk rättsvetenskap)) som följs i länderna och regionerna med muslimsk majoritet.

### Ismailiterna
Ismailiternas (ismā'īliyya, "sjugrenen") sjunde imam Ismā'īl (död år 760) hade också en konkurrerande imam, tolvgrenen Musa ibn Jafar. Ismailiternas gren fick stor betydelse i Egypten och övriga Nordafrika och tog sig där en del extrema uttryck, till exempel när en av de fatimidiska kaliferna, al-Hákim bi amri'llah (996–1021), påstod sig vara en inkarnerad Gud. Han är fortfarande en central person i drusernas version av shia. En annan känd underavdelning i den ismailitiska grenen av shia är assassinerna. Numera finns största delen av ismailiterna i Indien.

### Zaiditerna
Zaiditernas femte imam Zayd (död år 740) är en alternativ kandidat till de övriga grenarnas femte, hans bror Muhammad ibn Ali. Zaiditerna finns idag främst i Jemen. Deras synsätt ligger närmast den ursprungliga ideologin, men zaiditerna har också historiskt haft en mer kompromissartad hållning till frågan om ledarskapet och det har till och med förekommit (på 800-talet) att det har funnits två zaiditiska imamer samtidigt.

## Utbredning

Stater med en muslimsk befolkningsandel på över 10%.
Grön: Sunni
Röd: Shia
Blå: Ibadi

Man uppskattar att omkring 10 % av världens muslimer är shia, vilket motsvarar omkring 215 miljoner shiamuslimer i hela världen. Ungefär 40 procent av alla muslimer i Mellanöstern följer någon typ av shiainriktning. Fastän shiamuslimer är en minoritet i den muslimska världen, utgör de en majoritet av befolkningen i Iran, Azerbajdzjan, Bahrain och Irak.
Shiamuslimer utgör även över 35 % av befolkningen i Libanon, över 45 % av befolkningen i Jemen, över 35 % av befolkningen i Kuwait, 20–25 % av befolkningen i Turkiet (huvudsakligen Alevi) och  20 % av befolkningen i Albanien (huvudsakligen Bektashi).
Enligt Pew Research Centers statistik från 2009 utgjorde shiamuslimer 10–15 % av den muslimska befolkningen i Pakistan, 10–15 % av den muslimska befolkningen i Afghanistan, 10–15 % av den muslimska befolkningen i Indien, 15–20 % av den muslimska befolkningen i Syrien, 10–15 % av den muslimska befolkningen i Saudiarabien, mindre än 5 % av den muslimska befolkningen i Nigeria och mindre än 15 % av den muslimska befolkningen i Serbien.
Betydande shiasamhällen finns vid västra Sumatra och Acehs kustregioner i Indonesien. Förekomsten av shiamuslimer är annars försumbar i Sydostasien, där muslimer främst är shafisunnimuslimer.
Även om majoriteten av den nigerianska muslimska befolkningen är sunnimuslimer, finns det en liten shiaminoritet, särskilt i de nordliga delstaterna Kano och Sokoto. Östafrika har flera ismailitiska shiamuslimska befolkningar, främst ättlingar av immigranter från Sydasien under kolonialtiden.[källa behövs]

## Teologi
Shiitisk teologi skiljer sig i vissa avseenden från teologin inom sunnitisk islam. Shia ligger närmare den mutazilitiska teologin med dess tonvikt på Guds rättvisa och människans förnuft. Bland annat framhåller shiismen den mänskliga viljans frihet, till skillnad från de mer deterministiska synsätt som förekommer inom sunni. Till moderna tänkare som söker reformera den shiitiska traditionen hör Abdolkarim Soroush och Mohammad Mojtahed-Shabestari.